# Ласійчук Євген Вікторович
Євге́н Ві́кторович Ласійчу́к — український військовик, полковник Збройних сил України, учасник російсько-української війни. Герой України (2024). Командир 7-го десантно-штурмового корпусу (з 2025), 25-ї окремої повітрянодесантної бригади (2023—2025).

## Життєпис
Служив у 25-й окремій повітрянодесантній бригаді. Із 2023 року очолив бригаду.
14 липня 2025 року було повідомлено про призначення командиром 7-го десантно-штурмового корпусу.

## Нагороди
- Герой України (23 серпня 2024) — за особисту мужність і героїзм, виявлені у захисті державного суверенітету та територіальної цілісності України, самовіддане служіння Українському народові.[4]
- орден Богдана Хмельницького II ступеня (14 травня 2022) — за особисту мужність і самовіддані дії, виявлені у захисті державного суверенітету та територіальної цілісності України, вірність військовій присязі.[5]
- орден Богдана Хмельницького III ступеня (26 лютого 2015) — за особисту мужність і героїзм, виявлені у захисті державного суверенітету та територіальної цілісності України, вірність військовій присязі.[6]